# Luis Tejada
Pour les articles homonymes, voir Tejada (homonymie).
Luis Tejada, né le 28 mars 1982 à Ciudad de Panamá et mort le 28 janvier 2024 (d'un arrêt cardiaque) , est un footballeur international panaméen.

## Biographie

### En sélection nationale
Luis Tejada fait partie de la liste des 23 joueurs panaméens sélectionnés pour disputer la Coupe du monde de 2018 en Russie,  la première de l'histoire du Panama. Il participe à deux matchs de poules en tant que remplaçant: face à la Belgique (défaite 3-0) en entrant à la 73e à la place de Blas Pérez et face à la Tunisie (défaite 2-1) en entrant à la 56e à la place de Román Torres. 

#### Buts en sélection
| Buts en sélection de Luis Tejada | Buts en sélection de Luis Tejada | Buts en sélection de Luis Tejada                      | Buts en sélection de Luis Tejada | Buts en sélection de Luis Tejada | Buts en sélection de Luis Tejada | Buts en sélection de Luis Tejada  |
|                                  | Date                             | Lieu                                                  | Adversaire                       | Score                            | Résultat                         | Compétition                       |
| -------------------------------- | -------------------------------- | ----------------------------------------------------- | -------------------------------- | -------------------------------- | -------------------------------- | --------------------------------- |
| 1.                               | 27 juin 2003                     | Estadio Rommel Fernández, Panama City (Panama)        | Cuba                             | 1-0                              | 2-0                              | Match amical                      |
| 2.                               | 29 juin 2003                     | Estadio Rommel Fernández, Panama City (Panama)        | Cuba                             | 1-0                              | 1-0                              | Match amical                      |
| 3.                               | 28 avril 2004                    | Estadio Rommel Fernández, Panama City (Panama)        | Bermudes                         | 3-0                              | 4-1                              | Match amical                      |
| 4.                               | 13 juin 2004                     | Estadio Rommel Fernández, Panama City (Panama)        | Sainte-Lucie                     | 2-0                              | 4-0                              | Éliminatoires Coupe du monde 2006 |
| 5.                               | 20 juin 2004                     | George Odlum Stadium, Vieux Fort (Sainte-Lucie)       | Sainte-Lucie                     | 1-0                              | 3-0                              | Éliminatoires Coupe du monde 2006 |
| 6.                               | 30 mars 2005                     | Estadio Rommel Fernández, Panama City (Panama)        | Mexique                          | 1-1                              | 1-1                              | Éliminatoires Coupe du monde 2006 |
| 7.                               | 5 juillet 2005                   | Orange Bowl, Miami (États-Unis)                       | Colombie                         | 1-0                              | 1-0                              | Gold Cup 2005                     |
| 8.                               | 9 juillet 2005                   | Orange Bowl, Miami (États-Unis)                       | Trinité-et-Tobago                | 1-1                              | 2-2                              | Gold Cup 2005                     |
| 9.                               | 9 juillet 2005                   | Orange Bowl, Miami (États-Unis)                       | Trinité-et-Tobago                | 2-2                              | 2-2                              | Gold Cup 2005                     |
| 10.                              | 3 septembre 2005                 | Estadio Rommel Fernández, Panama City (Panama)        | Costa Rica                       | 1-3                              | 1-3                              | Éliminatoires Coupe du monde 2006 |
| 11.                              | 7 octobre 2006                   | Estadio Rommel Fernández, Panama City (Panama)        | Salvador                         | 1-0                              | 1-0                              | Match amical                      |
| 12.                              | 19 novembre 2006                 | Estadio Rommel Fernández, Panama City (Panama)        | Pérou                            | 1-0                              | 1-2                              | Match amical                      |
| 13.                              | 14 janvier 2007                  | Weingart Stadium, Monterey Park (États-Unis)          | Arménie                          | 1-0                              | 1-1                              | Match amical                      |
| 14.                              | 18 février 2007                  | Estadio Cuscatlán, San Salvador (Salvador)            | Costa Rica                       | 1-0                              | 1-1                              | Coupe UNCAF des nations 2007      |
| 15.                              | 4 juin 2008                      | Lockhart Stadium, Fort Lauderdale (États-Unis)        | Canada                           | 1-1                              | 2-2                              | Match amical                      |
| 16.                              | 15 juin 2008                     | Estadio Rommel Fernández, Panama City (Panama)        | Salvador                         | 1-0                              | 1-0                              | Éliminatoires Coupe du monde 2010 |
| 17.                              | 31 mars 2009                     | Estadio Agustín Sánchez, La Chorrera (Panama)         | Haïti                            | 1-0                              | 4-0                              | Match amical                      |
| 18.                              | 7 juin 2009                      | Independence Park, Kingston (Jamaïque)                | Jamaïque                         | 2-2                              | 2-3                              | Match amical                      |
| 19.                              | 12 juillet 2009                  | University of Phoenix Stadium, Glendale (États-Unis)  | Nicaragua                        | 3-0                              | 4-0                              | Gold Cup 2009                     |
| 20.                              | 12 juillet 2009                  | University of Phoenix Stadium, Glendale (États-Unis)  | Nicaragua                        | 4-0                              | 4-0                              | Gold Cup 2009                     |
| 21.                              | 11 août 2010                     | Estadio Rommel Fernández, Panama City (Panama)        | Venezuela                        | 2-1                              | 3-1                              | Match amical                      |
| 22.                              | 3 septembre 2010                 | Estadio Rommel Fernández, Panama City (Panama)        | Costa Rica                       | 1-1                              | 2-2                              | Match amical                      |
| 23.                              | 3 septembre 2010                 | Estadio Rommel Fernández, Panama City (Panama)        | Costa Rica                       | 2-1                              | 2-2                              | Match amical                      |
| 24.                              | 7 septembre 2010                 | Estadio Rommel Fernández, Panama City (Panama)        | Trinité-et-Tobago                | 2-0                              | 3-0                              | Match amical                      |
| 25.                              | 17 novembre 2010                 | Estadio Rommel Fernández, Panama City (Panama)        | Honduras                         | 1-0                              | 2-0                              | Match amical                      |
| 26.                              | 7 juin 2011                      | Ford Field, Detroit (États-Unis)                      | Guadeloupe                       | 2-0                              | 3-2                              | Gold Cup 2011                     |
| 27.                              | 14 juin 2011                     | Livestrong Sporting Park, Kansas City (États-Unis)    | Canada                           | 1-1                              | 1-1                              | Gold Cup 2011                     |
| 28.                              | 19 juin 2011                     | RFK Stadium, Washington (États-Unis)                  | Salvador                         | 1-1                              | 1-1                              | Gold Cup 2011                     |
| 29.                              | 10 août 2011                     | Estadio Ramón Tahuichi Aguilera, Santa Cruz (Bolivie) | Bolivie                          | 1-1                              | 3-1                              | Match amical                      |
| 30.                              | 10 août 2011                     | Estadio Ramón Tahuichi Aguilera, Santa Cruz (Bolivie) | Bolivie                          | 2-1                              | 3-1                              | Match amical                      |
| 31.                              | 6 septembre 2011                 | Estadio Nacional, Managua (Nicaragua)                 | Nicaragua                        | 1-0                              | 2-1                              | Éliminatoires Coupe du monde 2014 |
| 32.                              | 7 octobre 2011                   | Windsor Park, Roseau (Dominique)                      | Dominique                        | 2-0                              | 5-0                              | Éliminatoires Coupe du monde 2014 |
| 33.                              | 11 octobre 2011                  | Estadio Rommel Fernández, Panama City (Panama)        | Nicaragua                        | 1-0                              | 5-1                              | Éliminatoires Coupe du monde 2014 |
| 34.                              | 11 octobre 2011                  | Estadio Rommel Fernández, Panama City (Panama)        | Nicaragua                        | 4-0                              | 5-1                              | Éliminatoires Coupe du monde 2014 |
| 35.                              | 26 mars 2013                     | Estadio Rommel Fernández, Panama City (Panama)        | Honduras                         | 1-0                              | 2-0                              | Éliminatoires Coupe du monde 2014 |
| 36.                              | 11 octobre 2013                  | Estadio Azteca, Mexico (Mexique)                      | Mexique                          | 1-1                              | 1-2                              | Éliminatoires Coupe du monde 2014 |
| 37.                              | 15 octobre 2013                  | Estadio Rommel Fernández, Panama City (Panama)        | États-Unis                       | 2-1                              | 2-3                              | Éliminatoires Coupe du monde 2014 |
| 38.                              | 31 mars 2015                     | Estadio Rommel Fernández, Panama City (Panama)        | Costa Rica                       | 2-0                              | 2-1                              | Match amical                      |
| 39.                              | 10 juillet 2015                  | Gillette Stadium, Foxborough (États-Unis)             | Honduras                         | 1-0                              | 1-1                              | Gold Cup 2015                     |
| 40.                              | 19 juillet 2015                  | MetLife Stadium, New York (États-Unis)                | Trinité-et-Tobago                | 1-0                              | 1-1                              | Gold Cup 2015                     |
| 41.                              | 17 novembre 2015                 | Estadio Rommel Fernández, Panama City (Panama)        | Costa Rica                       | 1-2                              | 1-2                              | Éliminatoires Coupe du monde 2018 |
| 42.                              | 8 janvier 2016                   | Estadio Rommel Fernández, Panama City (Panama)        | Cuba                             | 2-0                              | 4-0                              | Barrage Copa América Centenario   |
| 43.                              | 6 septembre 2016                 | Estadio Nacional, San José (Costa Rica)               | Costa Rica                       | 1-3                              | 1-3                              | Éliminatoires Coupe du monde 2018 |

NB : Les scores sont affichés sans tenir compte du sens conventionnel en cas de match à l'extérieur (Panama-adversaire).

## Palmarès

### En club
| CD Plaza Amador - Championnat du Panama (1) : - Champion : 2002. |  | Juan Aurich - Championnat du Pérou (1) : - Champion : 2011. |

### En équipe nationale
Panama
- Gold Cup :
  - Finaliste : 2005.
- Coupe UNCAF (1) : 
  - Vainqueur : 2009.
  - Finaliste : 2007.

### Distinctions individuelles
- Co-meilleur buteur de l'histoire de l'équipe du Panama avec Blas Pérez (43 buts chacun).
- Meilleur joueur de la Gold Cup 2005.
- Meilleur buteur de la Gold Cup 2005 (3 buts, ex æquo avec 5 autres joueurs).
- Meilleur buteur du championnat du Panama en 2006 (Tournoi d'ouverture) avec 11 buts.
- Meilleur joueur du championnat du Pérou en 2011.
- Meilleur buteur du championnat du Pérou en 2011 avec 17 buts[5].
- Meilleur buteur de l'histoire du Juan Aurich avec 101 buts[6].